# Гаряча точка (геофізика)

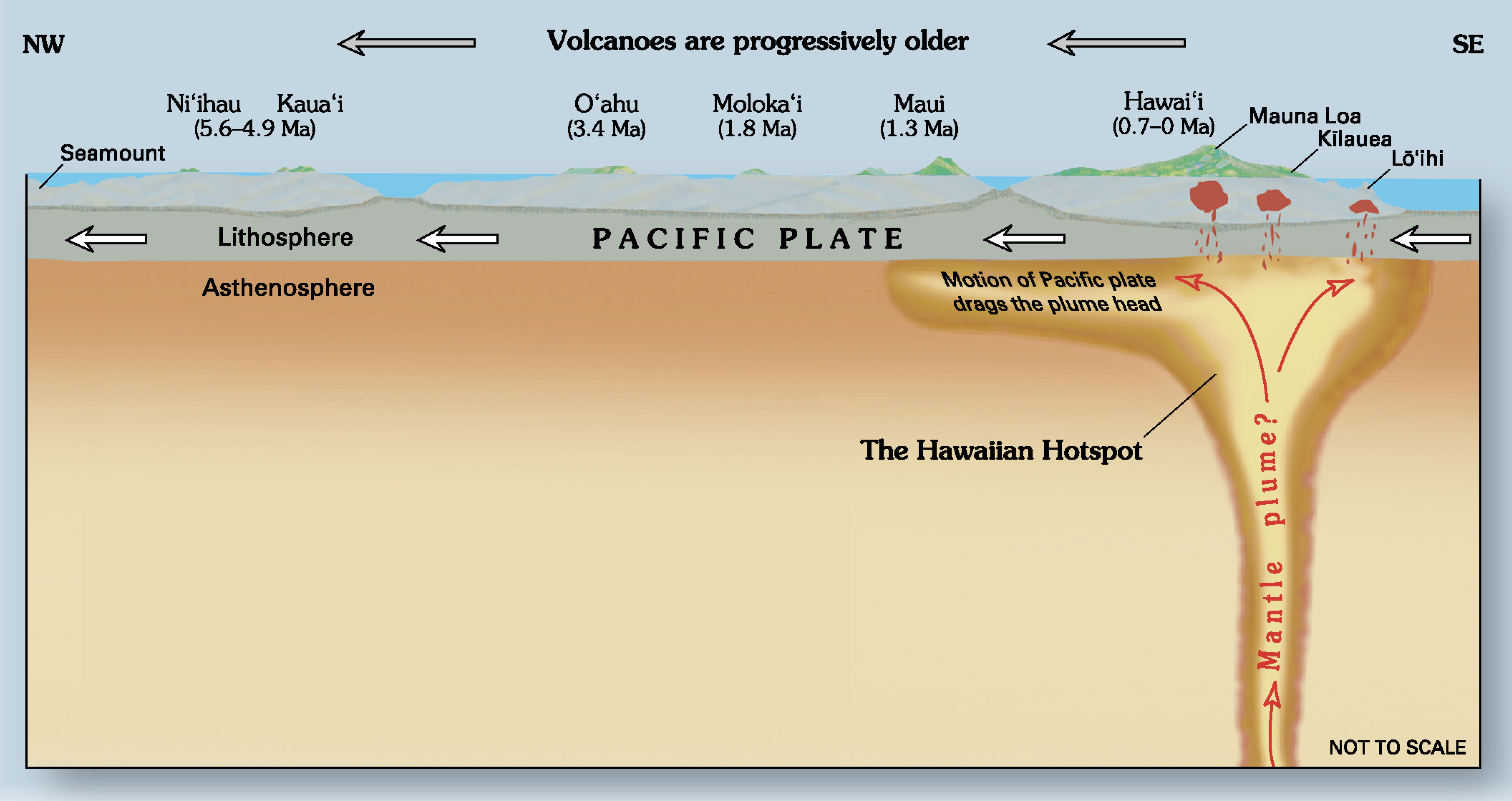
Гаваї (гаряча точка)

Гаряча точка (рос. гарячая точка, англ. hot spot, нім. Heiβpunkt m) — площа з аномально високим тепловим потоком, пов'язаним з підвищеною магматичною та гідротермальною активністю.
Одна з найвідоміших — Гавайська гаряча точка.